# Ministère des Droits de l'homme et de la Justice transitoire
Le ministère des Droits de l'homme et de la Justice transitoire, appelé ministère des Droits de l'homme et de la Justice transitionnelle dans le gouvernement Mehdi Jomaa, est un ministère tunisien chargé des droits de l'homme et de la justice transitionnelle.

## Ministre
Le ministre des Droits de l'homme et de la Justice transitoire est nommé par le président de la République tunisienne sur proposition du Premier ministre. Il dirige le ministère et participe au Conseil des ministres.
Le dernier ministre en titre est Hafedh Ben Salah, titulaire du portefeuille dans le gouvernement Mehdi Jomaa.
| Image | Nom              | Parti       |  | Gouvernement                                         | Début du mandat  | Fin du mandat   |
| ----- | ---------------- | ----------- |  | ---------------------------------------------------- | ---------------- | --------------- |
|       | Samir Dilou      | Ennahdha    |  | Gouvernement Hamadi Jebali Gouvernement Ali Larayedh | 24 décembre 2011 | 29 janvier 2014 |
|       | Hafedh Ben Salah | Indépendant |  | Gouvernement Mehdi Jomaa                             | 29 janvier 2014  | 6 février 2015  |